# Grand changement vocalique
Le grand changement vocalique (Great Vowel Shift) est une modification importante de la prononciation de l'anglais, qui eut globalement lieu au XVe siècle après avoir commencé à se manifester dès le XIVe siècle. Il continua à s'étendre dans les endroits reculés jusqu'au XVIe siècle. Ce changement affecta les voyelles longues du moyen anglais.
Le grand changement vocalique fut étudié pour la première fois par le linguiste danois Otto Jespersen (1860–1943), qui inventa l'expression en 1905.

## Manifestations
La principale différence entre le moyen anglais et l'anglais moderne est dans la prononciation des voyelles longues. Le grand changement vocalique est ainsi une étape de la séparation entre les deux grandes périodes de la langue.
En moyen anglais, les voyelles longues avaient la même prononciation que leur équivalent en bas latin, les voyelles « pures » [aː], [eː], [iː], [oː], [uː], [ɔː] et [ɛː].
Au cours du changement vocalique, les deux voyelles les plus hautes devinrent des diphtongues, et les cinq autres voyelles virent augmenter leur hauteur.
Les principaux changements qui ont affecté les voyelles du moyen anglais sont les suivants, mais des exceptions existent. La transition n'était pas toujours complète et est parfois accompagnée de changements dans l'orthographe :
- le /aː/ (ā) s'avança en [æː] et s'éleva en [ɛː], puis [eː], pour finalement se diphtonguer, le plus souvent, en anglais moderne en [eɪ] (comme dans make) ;
- le /ɛː/ s'éleva en [eː], puis en [iː], en anglais moderne (comme dans beak). La voyelle put cependant rester plus basse que le [iː] dans quelques mots, qui commencent par des groupes de consonnes, qui devinrent en anglais moderne [eɪ] (comme dans break) ;
- le /eː/ s'éleva en [iː] (comme dans feet) ;
- le /iː/ se diphtongua en [ɪi] et se transforma manifestement en [əɪ], puis finit en [aɪ] en anglais moderne (comme dans mice) ;
- le /ɔː/ s'éleva en [oː], qui devint, au cours du XVIIIe siècle, [oʊ] ou [əʊ] (comme dans boat) ;
- le /oː/ s'éleva en [uː] (comme dans boot) ;
- le /uː/ se diphtongua généralenent en [uʊ] et devint ensuite [əʊ] pour enfin devenir, en anglais moderne, [aʊ] (comme dans mouse) au XVIIe siècle. Devant une consonne labiale, le changement n'eut pas lieu, et le [uː] resta tel quel (comme dans room et droop).

Les effets du changement ne furent pas uniformes, et on peut encore distinguer des nuances dans la différence de hauteur des voyelles des dialectes de l'anglais, aussi bien à l'écrit qu'à l'oral. L'Écosse en est un exemple flagrant.